# Ispaster-Elexalde
Ispaster-Elexalde es una localidad española del municipio de Ispáster, perteneciente a la provincia de Vizcaya, en la comunidad autónoma del País Vasco. En 2023, la entidad singular de población tenía empadronados 380 habitantes y el núcleo de población, también 380.